# ケン・ワシントン
ケネス・スタンリー・ワシントン（Kenneth Stanley "Ken" Washington, 1941年9月4日 - ）は、アメリカ合衆国カリフォルニア州出身の元プロ野球選手（外野手）。

## 来歴・人物
1964年、1A・サンタバーバラでプロデビュー。
1970年7月、先に入団していたクラレンス・ジョーンズの紹介により南海ホークスに入団。8月19日から5試合で18打数8安打1本塁打と活躍したがその後は打てなくなり、結局シーズン終了後に退団。
10月6日に佐々木宏一郎（近鉄）が完全試合を達成した時の最終打者である。

## エピソード
1965年にプレーしたドジャース傘下のAAA級スポケーン・インディアンスには、のちにドジャース・オーナーとなるピーター・オマリーが社長兼GMとして球団経営を学んでおり、のちピーター・オマリーの右腕的存在となるアイク生原も渡米1年目に用具係として在籍していた。

## 詳細情報

### 年度別打撃成績
| 年 度     | 球 団     | 試 合 | 打 席 | 打 数 | 得 点 | 安 打 | 二 塁 打 | 三 塁 打 | 本 塁 打 | 塁 打 | 打 点 | 盗 塁 | 盗 塁 死 | 犠 打 | 犠 飛 | 四 球 | 敬 遠 | 死 球 | 三 振 | 併 殺 打 | 打 率 | 出 塁 率 | 長 打 率 | O P S |
| --------- | --------- | ----- | ----- | ----- | ----- | ----- | -------- | -------- | -------- | ----- | ----- | ----- | -------- | ----- | ----- | ----- | ----- | ----- | ----- | -------- | ----- | -------- | -------- | ----- |
| 1970      | 南海      | 47    | 125   | 119   | 11    | 22    | 6        | 0        | 3        | 37    | 10    | 1     | 0        | 0     | 0     | 5     | 0     | 1     | 25    | 1        | .185  | .224     | .311     | .535  |
| 通算：1年 | 通算：1年 | 47    | 125   | 119   | 11    | 22    | 6        | 0        | 3        | 37    | 10    | 1     | 0        | 0     | 0     | 5     | 0     | 1     | 25    | 1        | .185  | .224     | .311     | .535  |

### 背番号
- 24 （1970年途中 - 同年終了）